# Coordination Nationale pour le Changement et la Démocratie
Coordination Nationale pour le Changement et la Démocratie (CNCD) är en paraplyorganisation, bildad i januari 2011 av flera av de organisationer som vill störta den algeriske presidenten Abdelaziz Bouteflika.
Som ett led i protesterna i Algeriet 2011 planerar man att trotsa myndigheternas förbud och genomföra en massdemonstration i huvudstaden Alger, lördag den 12 februari.